# Hejiaping (köpinghuvudort i Kina, Hubei Sheng, lat 30,61, long 110,83)
Hejiaping (kinesiska: 贺家坪, 贺家坪镇) är en köpinghuvudort i Kina. Den ligger i provinsen Hubei, i den centrala delen av landet, omkring 330 kilometer väster om provinshuvudstaden Wuhan. Antalet invånare är 27 170. Befolkningen består av 12 750 kvinnor och 14 420 män. Barn under 15 år utgör 10,0 %, vuxna 15-64 år 77 %, och äldre över 65 år 11,0 %.
Runt Hejiaping är det ganska tätbefolkat, med 116 invånare per kvadratkilometer. Hejiaping är det största samhället i trakten. I omgivningarna runt Hejiaping växer i huvudsak blandskog.
Genomsnittlig årsnederbörd är 1 553 millimeter. Den regnigaste månaden är maj, med i genomsnitt 228 mm nederbörd, och den torraste är december, med 19 mm nederbörd.